# Theres Alexandersson
Theres Alexandersson, född 4 december 1990 i Uddevalla, är en svensk fotomodell. Hon utnämndes till årets modell på Ellegalan den 13 januari 2012. Theres Alexandersson har gått på Äsperödsskolan och Uddevalla gymnasieskola.